# Peter Doak
Peter Doak (né le 17 juin 1943) est un ancien nageur australien.

## Jeux olympiques
- Jeux olympiques d'été de 1964 à Tokyo 
  -  Médaille de bronze en relais 4 × 100m libre.